# Бургдорф (Хановер)
Бургдорф (њем. Burgdorf) град је у њемачкој савезној држави Доња Саксонија. Једно је од 21 општинског средишта округа Регион Хановер. Према процјени из 2010. у граду је живјело 30.063 становника. Посједује регионалну шифру (AGS) 3241003.

## Географски и демографски подаци
Бургдорф се налази у савезној држави Доња Саксонија у округу Регион Хановер. Град се налази на надморској висини од 56 метара. Површина општине износи 112,3 km². У самом граду је, према процјени из 2010. године, живјело 30.063 становника. Просјечна густина становништва износи 268 становника/km².